# 128-я гвардейская горнострелковая дивизия
128-я гвардейская горнострелковая Туркестанская Краснознамённая дивизия — воинское соединение РККА, принимавшее участие в Великой Отечественной войне.

## История
После войны находилась в Мукачево в составе 38-й армии Прикарпатского военного округа, 4 августа 1954 года переформирована в стрелковую.

## Награды и почётные наименования
- «Гвардейская» — почётное звание присвоено приказом Народного комиссара обороны от 9 октября 1943 года за проявленную отвагу в боях за Отечество с немецкими захватчиками, за стойкость, мужество, дисциплину и организованность.
- «Туркестанская» — наименование передано 9 октября 1943 от 83-й горнострелковой дивизии при преобразовании в 128-ю гвардейскую горнострелковую дивизию.
- Орден Красного Знамени  — награждена указом Президиума Верховного Совета СССР от 24 апреля 1944 года за образцовое выполнение заданий командования в боях за освобождение города Керчи и проявленные при этом доблесть и мужество.[1]

## Состав
Новая нумерация частям дивизии присвоена 22 октября 1943 года.
- 315-й гвардейский горнострелковый Севастопольский Краснознамённый полк[2]
- 319-й гвардейский горнострелковый Туркестанско-Севастопольский Краснознамённый полк[3]
- 323-й гвардейский горнострелковый Ялтинский[4] Краснознамённый ордена Богдана Хмельницкого[5] полк
- 327-й гвардейский горнострелковый Севастопольский ордена Богдана Хмельницкого[5] полк[2]
- 331-й гвардейский артиллерийский Карпатский полк[6]
- 114-й отдельный гвардейский истребительно-противотанковый дивизион
- 39-й отдельный гвардейский зенитный артиллерийский дивизион
- 109-я отдельная гвардейская разведывательная рота
- 119-й отдельный гвардейский сапёрный батальон
- 150-й отдельный гвардейский батальон связи (до 5 ноября 1944 года 107-я отдельная гвардейская рота связи)
- 118-й отдельный медико-санитарный батальон
- 112-я отдельная гвардейская рота химической защиты
- 111-я автотранспортная рота
- 107-я полевая хлебопекарня
- 115-й дивизионный ветеринарный лазарет
- 208-я полевая почтовая станция
- 218-я полевая касса Государственного банка СССР[7]

- 315-й гвардейский мотострелковый Севастопольский Краснознамённый полк, Берегово

30 Т-64, 139 БТР-70, 3 БТР-60, 3 БМП-1, 1 БМП-2, 2 БРМ-1К, 12 2С1 «Гвоздика», 2 ПРП-4, 3 Р-145БМ, 1 МТУ-20
- 327-й гвардейский мотострелковый Севастопольский ордена Богдана Хмельницкого полк, Ужгород

27 Т-64, 142 БТР-70, 3 БТР-60, 2 БМП-1, 2 БМП-2, 2 БРМ-1К, 12 2С1 «Гвоздика», 12 ПМ-38, 3 РХМ, 1 ПРП-3, 1 ПРП-4, 3 1В18, 1 1В19, 4 Р-145БМ, 1 ПУ-12, 1 МТУ-20
- 487-й мотострелковый полк, Мукачево

27 Т-64, 85 БМП-2, 41 БМП-1, 2 БРМ-1К, 10 БТР-70, 12 2С1 «Гвоздика», 2 ПРП-4, 3 РХМ, 5 Р-145БМ, 2 ПУ-12, 1 МТУ-20
- 398-й гвардейский танковый полк, Ужгород

94 Т-64, 9 БМП-1, 5 БМП-2, 2 БРМ-1К, 3 БТР-70, 12 2С1 «Гвоздика», 2 БМП-1КШ, 3 РХМ, 1 ПРП-3, 1 ПРП-4, 1 1В18, 1 1В19, 3 Р-145БМ, 1 ПУ-12, 2 МТУ, 1 МТ-55А
- 331-й гвардейский самоходный артиллерийский Карпатский полк, Перечин

36 2СЗ Акация, 12 БМ-21 «Град», 1 ПРП-3, 4 ПРП-4, 6 1В18, 2 1В19, 1 Р-145БМ, 1 БТР-70
- 102-й зенитный ракетный полк, Свалява
- 374-й отдельный ракетный дивизион (Мукачево)
- 97-й отдельный гвардейский разведывательный батальон (Берегово): 10 БМП-1, 7 БРМ-1К, 6 БТР-70, 1 Р-145БМ
- 757-й отдельный противотанковый артиллерийский дивизион, Свалява
- 150-й отдельный гвардейский батальон связи (Мукачево): 8 Р-145БМ, 3 Р-157БТР, 1 Р-137Б, 1 ПУ-12, 1 ПРП-4
- 534-й отдельный гвардейский инженерно-сапёрный батальон (Берегово)
- 85-й отдельный ремонтно-восстановительный батальон (Мукачево)
- 891-й отдельный батальон материального обеспечения (Мукачево)
- 133-й отдельный медицинский батальон (Ужгород)
- отдельная рота химической защиты
- ОВКР (Мукачево)[8]

Итого: 178 танков, 173 БМП, 307 БТР, 84 САУ, 10 миномётов, 12 РСЗО

## Периоды вхождения в состав Действующей армии
- 9 октября 1943 года — 11 мая 1945 года

Перечень № 5 Стрелковых, горнострелковых, мотострелковых и моторизованных дивизий, входивших в состав действующей армии в годы Великой Отечественной войны 1941—1945 гг. / А. П. Покровский. — М.: Министерство обороны, 1956. — 218 с.

## Подчинение
| Дата            | Фронт (округ)           | Армия                 | Корпус                             | Примечания |
| --------------- | ----------------------- | --------------------- | ---------------------------------- | ---------- |
| 09.10.1943 года | Северо-Кавказский фронт | -                     | 3-й горнострелковый корпус         | -          |
| 01.11.1943 года | Северо-Кавказский фронт | 56-я армия            | 3-й горнострелковый корпус         | -          |
| 01.12.1943 года | -                       | Приморская армия      | 3-й горнострелковый корпус         | -          |
| 01.01.1944 года | -                       | Приморская армия      | 3-й горнострелковый корпус         | -          |
| 01.02.1944 года | -                       | Приморская армия      | 3-й горнострелковый корпус         | -          |
| 01.03.1944 года | -                       | Приморская армия      | 3-й горнострелковый корпус         | -          |
| 01.04.1944 года | -                       | Приморская армия      | 3-й горнострелковый корпус         | -          |
| 01.05.1944 года | -                       | Приморская армия      | 3-й горнострелковый корпус         | -          |
| 01.06.1944 года | -                       | Приморская армия      | 3-й горнострелковый корпус         | -          |
| 01.07.1944 года | -                       | Приморская армия      | 3-й горнострелковый корпус         | -          |
| 01.08.1944 года | -                       | Приморская армия      | 3-й горнострелковый корпус         | -          |
| 01.09.1944 года | 4-й Украинский фронт    | 18-я армия            | 3-й горнострелковый корпус         | -          |
| 01.10.1944 года | 4-й Украинский фронт    | 1-я гвардейская армия | 3-й горнострелковый корпус         | -          |
| 01.11.1944 года | 4-й Украинский фронт    | 1-я гвардейская армия | 3-й горнострелковый корпус         | -          |
| 01.12.1944 года | 4-й Украинский фронт    | 1-я гвардейская армия | 3-й горнострелковый корпус         | -          |
| 01.01.1945 года | 1-й Украинский фронт    | 5-я гвардейская армия | 33-й гвардейский стрелковый корпус | -          |
| 01.02.1945 года | 4-й Украинский фронт    | 1-я гвардейская армия | 3-й горнострелковый корпус         | -          |
| 01.03.1945 года | 4-й Украинский фронт    | 1-я гвардейская армия | 3-й горнострелковый корпус         | -          |
| 01.04.1945 года | 4-й Украинский фронт    | 1-я гвардейская армия | 3-й горнострелковый корпус         | -          |
| 01.05.1945 года | 4-й Украинский фронт    | 60-я армия            | 3-й горнострелковый корпус         | -          |

## Командиры
- Колдубов, Михаил Ильич (октябрь 1943 года — октябрь 1947 года), гвардии генерал-майор[11];
- Уманский, Терентий Фомич, гвардии генерал-майор, (март 1948 года — июль 1950 года), гвардии генерал-майор[12].

## Отличившиеся воины дивизии
Герои Советского Союза:
- Головань, Василий Никонович, гвардии сержант, командир стрелкового отделения 327 гвардейского горнострелкового полка. Указ Президиума Верховного Совета СССР от 24 марта 1945 года. Награждён посмертно.
- Данильченко, Виктор Иванович, гвардии лейтенант, командир пулемётного взвода 319 гвардейского горнострелкового полка. Указ Президиума Верховного Совета СССР от 24 марта 1945 года. Награждён посмертно.
- Иваненко, Василий Петрович, гвардии сержант, командир отделения 327 гвардейского горнострелкового полка. Указ Президиума Верховного Совета СССР от 24 марта 1945 года
- Каракулов, Джуман, гвардии рядовой, автоматчик 327 гвардейского горнострелкового полка. Указ Президиума Верховного Совета СССР от 24 марта 1945 года. Награждён посмертно.
- Карпов, Иван Яковлевич, гвардии старший лейтенант, командир мотоциклетного взвода 73-го гвардейского отдельного разведывательного батальона 128-й гвардейской стрелковой дивизии. Указ Президиума Верховного Совета СССР от 18 декабря 1956 года. Награждён посмертно.
- Колдубов, Михаил Ильич, гвардии генерал-майор, командир дивизии. Указ Президиума Верховного Совета СССР от 29 июня 1945 года.
- Костин, Виктор Иосифович, гвардии сержант, командир отделения взвода связи 327 гвардейского горнострелкового полка. Указ Президиума Верховного Совета СССР от 24 марта 1945 года.
- Моисеенков Григорий Петрович, гвардии капитан, начальник снабжения горючим и смазочными материалами 315-го гвардейского стрелкового полка 128-й гвардейской стрелковой дивизии. Указ Президиума Верховного Совета СССР от 18 декабря 1956 года. Награждён посмертно.
- Найдёнов, Иван Антонович, гвардии лейтенант, командир роты автоматчиков 315-го гвардейского горнострелкового полка. Указ Президиума Верховного Совета СССР от 24 марта 1945 года.
- Шевцов, Василий Никитович, гвардии майор, командир 315-го гвардейского горнострелкового полка (1945 год).

 Кавалеры ордена Славы 3-х степеней:
- Бородкин, Фёдор Филиппович, гвардии старший сержант, командир отделения разведывательной роты 327 гвардейского горнострелкового полка. Указ Президиума Верховного Совета СССР от 24 марта 1945 года.
- Власов Михаил Гаврилович, гвардии красноармеец, подносчик боеприпасов 327 Гвардейского Горно-стрелкового полка. Указ Президиума Верховного Совета СССРот 29 мая 1944 года.
- Гаибов, Алимурат, гвардии сержант, помощник командира взвода 109 отдельной гвардейской разведывательной роты. Указ Президиума Верховного Совета СССР от 29 июня 1945 года.
- Головачёв, Григорий Филиппович, гвардии старшина, командир расчёта 82-мм миномёта миномётной роты 327 гвардейского горнострелкового полка. Указ Президиума Верховного Совета СССР от 15 мая 1946 года.
- Гришин, Александр Алексеевич, гвардии старшина, помощник командира взвода 327-го гвардейского горнострелкового полка. Указ Президиума Верховного Совета СССР от 29 июня 1945 года.
- Есин, Иван Фёдорович, гвардии младший сержант, командир пулемётного расчёта 327 гвардейского горнострелкового полка. Указ Президиума Верховного Совета СССР от 15 мая 1946 года.
- Золотых, Сергей Иванович, гвардии старшина, помощник командира взвода разведывательной роты 315 гвардейского горнострелкового полка. Указ Президиума Верховного Совета СССР от 29 июня 1945 года.
- Калинин, Николай Иванович, гвардии рядовой, командир отделения 109 отдельной гвардейской разведывательной роты. Указ Президиума Верховного Совета СССР от 29 июня 1945 года.
- Колодяжный, Михаил Степанович, гвардии рядовой, телефонист 150 отдельного гвардейского батальона связи. Указ Президиума Верховного Совета СССР от 15 мая 1946 года.
- Красиков, Иван Семёнович, гвардии старший сержант, командир расчёта 107-мм миномёта 323 гвардейского горнострелкового полка. Указ Президиума Верховного Совета СССР от 23 мая 1945 года.
- Крахмалев, Дмитрий Афанасьевич, гвардии старший сержант, командир орудийного расчёта 331 гвардейского артиллерийского полка. Указ Президиума Верховного Совета СССР от 15 мая 1946 года.
- Палий, Пётр Петрович, гвардии старший сержант, командир миномётного расчёта 315 гвардейского горнострелкового полка. Указ Президиума Верховного Совета СССР от 24 марта 1945 года.
- Подорогин, Григорий Кононович, гвардии рядовой, связист миномётной роты 323 гвардейского горнострелкового полка. Указ Президиума Верховного Совета СССР от 29 июня 1945 года.
- Солодовников, Алексей Емельянович, гвардии старшина, командир пулемётного расчёта 327-го гвардейского горнострелкового полка. Перенагражден Указом Президиума Верховного Совета СССР от 1 октября 1968 года. Кавалер 4-х орденов Славы.
- Токарев, Алексей Павлович, гвардии сержант, командир орудийного расчёта 99 отдельный гвардейский зенитно-артиллерийский дивизион. Указ Президиума Верховного Совета СССР от 15 мая 1946 года.
- Токаренко, Михаил Петрович, гвардии младший сержант, командир пулемётного расчёта 319 гвардейского горнострелкового полка. Перенагражден указом Президиума Верховного Совета СССР от 26 ноября 1958 года.
- Тыртычный, Дмитрий Иванович, гвардии старший сержант, командир миномётного расчёта 323 гвардейского горнострелкового полка. Указ Президиума Верховного Совета СССР от 23 мая 1945 года.
- Хандога, Павел Порфирьевич, гвардии сержант, помощник командира взвода 109 отдельной гвардейской разведывательной роты. Указ Президиума Верховного Совета СССР от 29 июня 1945 года.
- Чернышёв, Фаддей Фёдорович, гвардии младший сержант, наводчик пулемёта пулемётной роты 1 батальона 315-го гвардейского горнострелкового полка. Указ Президиума Верховного Совета СССР от 29 июня 1945 года.
- Якин, Хабибулла Хайруллович, гвардии ефрейтор, командир пулемётного расчёта 315 гвардейского горнострелкового полка. Указ Президиума Верховного Совета СССР от 29 июня 1945 года.